# رينيه ويبر
رينيه ويبر (بالبرتغالية: Renê Weber) (7 يوليو 1961 البرازيل - 16 ديسمبر 2020) هو لاعب كرة قدم برازيلي لعب كلاعب وسط.

## روابط خارجية
- رينيه ويبر على موقع عالم كرة القدم.نت (الإنجليزية)